# Wojny punickie
Wojny punickie – nazwa ogólna dla konfliktów zbrojnych między Republiką rzymską a Kartaginą, państwem powstałym z fenickiej (łac. Poeni – Fenicjanie, punicus – fenicki, bella punica – wojny fenickie) kolonii w Afryce Północnej (obecnie Tunezja), jakie rozegrały się z przerwami w okresie od 264 do 146 r. p.n.e.

## Przyczyny
Przyczyny wojen punickich skupiały się wokół sporów o wpływy polityczne i gospodarcze w zachodniej części basenu Morza Śródziemnego.
W polityce Kartaginy w III wieku p.n.e. zarysowały się dwa kierunki dalszego rozwoju:
- pierwszy, popierany przez kupiectwo i rzemieślników, głosił rozszerzenie wpływów w terytoriach zamorskich poprzez podboje i kolonizację (w tym handlową);

- drugi, zgodny z interesem właścicieli ziemskich, stawiał za główny cel utrwalenie już posiadanych zdobyczy afrykańskich i ich jak najefektywniejsze zagospodarowaniedata-2024-06[potrzebny przypis].

Najwięcej zwolenników znalazł wariant pierwszy, gdyż podstawą ekonomicznego bytu Kartaginy był handel i handel pośredniczy. Transakcje zawierane przez Kartaginę dotyczyły w głównej mierze produktów rolnych, wyrobów rzemiosła, metali (w tym szlachetnych) oraz niewolników, na których oparte było stojące na bardzo wysokim poziomie rolnictwo. Penetracja militarna i handlowa Morza Śródziemnego prowadzona przez Kartaginę, uzależniała od niej w dużej części handel tego rejonu. Jednak poważną przeszkodę w osiągnięciu całkowitej dominacji handlowej stanowiły wolne miasta greckie położone na Sycylii, która była uważana za spichlerz rejonów śródziemnomorskich. Dzięki położeniu na przecięciu morskich szlaków handlowych miała duże znaczenie gospodarcze, strategiczne i polityczne. W kartagińskim posiadaniu znajdowały się położone w zachodniej części Sycylii posiadłości: Lilibeum, Drepanum i Panormus, jednak ich znaczenie w porównaniu z Syrakuzami czy Mesyną było nieznaczne. Opanowanie lub uzależnienie od siebie tych miast było jednym z głównych celów ekspansji kartagińskiej. Sycylia pełniła równocześnie niebagatelną rolę w planach rzymskich. Wyspa miała służyć jako dostawca żywności do Wiecznego Miasta, a także stanowić rodzaj buforu ochronnego w razie agresji ze strony Kartaginy.
Podjęte przez Rzym kroki militarne i natychmiastowa odpowiedź ze strony Kartaginy zapoczątkowały wojny punickie.

## Zarys przebiegu
Pierwsza wojna punicka w latach 264–241 p.n.e. toczyła się głównie na Sycylii i oblewających ją morzach.
Teatrem drugiej wojny punickiej w latach 218–201 p.n.e. był obszar niemal całego wybrzeża zachodniej części Morza Śródziemnego, w szczególności Italia, południowa Hiszpania i Afryka północna.
Ostatnia, trzecia wojna punicka w latach 149–146 p.n.e. miała miejsce w afrykańskich terytoriach Kartaginy i zakończyła się jej zdobyciem oraz zburzeniem.

## Wynik i skutki
Każda z wojen, pomimo zmiennego przebiegu i okresów przewag kartagińskich (szczególnie pod wodzą Hannibala w czasie drugiej wojny punickiej), przyniosła zwycięstwo Rzymianom, którzy stopniowo przejmowali posiadłości i wpływy Kartaginy, by w końcu zniszczyć ją zupełnie, a jej ludność zgładzić lub wziąć w niewolę.
Zwycięstwa w wojnach punickich pozwoliły Rzymowi na stworzenie imperium rzymskiego w zachodniej części Morza Śródziemnego, jak też militarnych i gospodarczych podstaw do późniejszej ekspansji w kierunku wschodnim.

## Znaczenie

### Znaczenie w kulturze rzymskiej
Zniszczenie Kartaginy pomimo zmiennych kolei wojen, było jednym z najistotniejszych zdarzeń kulturotwórczych kształtujących świadomość społeczeństwa rzymskiego; świadectwem wytrwałości i bezwzględności państwa, dążącego do rozszerzania wpływów politycznych i gospodarczych na jak największy obszar. Znienawidzona zaś postać Hannibala, również i w następnych stuleciach pozostała dla Rzymian symbolem najwyższego stopnia zagrożenia.

### Wpływ na kulturę współczesną
Od okresu Odrodzenia wiedza o przebiegu wojen punickich i okolicznościach zagłady fenickiej kolonii stała się kanonem wykształcenia w kręgu kultury zachodniej, w tym studiów strategicznych i taktycznych na nowożytnych uczelniach wojskowych, jak też źródłem inspiracji dla wielu dzieł sztuki, w tym literatury pięknej.